# Джудзян
Джудзян или Перлената река (китайски традиционен: 珠江, опростен: 珠江, пинин: Zhū Jiāng; в миналото позната и като Кантонска река) е третата по дължина река в Китай след Яндзъ и Хуанхъ, с дължина 2400 km. Речната система е разположена в южната част на страната и включва големи притоци като Си („Запад“), Бей („Север“) и Дун („Изток“), които се вливат в общо течение, завършващо с широка делта южно от Гуанджоу. Водосборният басейн на реката обхваща 453 700 km2 и източва по-голямата част от провинциите Гуандун и Гуанси, както и части от Юнан, Гуейджоу, Хунан и Дзянси. Захваща и части от североизточните виетнамски провинции Донг Бак и Ланг Сон.
Освен че се отнася за системата като цяло, името Джудзян се използва и за определен ръкав на системата. Устието на реката образува голям залив, който отделя Макау и Джухай от Хонконг и Шънджън.
Реката е наричана „перлена“, поради черупките с перлен цвят, които лежат на дъното ѝ в участъка, който протича през град Гуанджоу.

## Описание
В провинция Гуандун над реката преминава 3,6-километровият мост Хумен. На нейните брегове и частично на островите при делтата ѝ е разположен един от най-големите градове на Китай – Гуанджоу. Други големи градове при делтата ѝ са Фошан и Джуншан. При естуарът ѝ са разположени градовете Макау, Джухай, Хонконг и Шънджън.
Именно над естуара ѝ през декември 2009 г. започва строителството на 55-километровия мост Хонконг – Джухай – Макао. Мостът е открит официално през октомври 2018 г.
Реката е един от най-замърсените морски пътища в света.
В нейното долно течение се добиват перли. Естуарът на реката редовно се драгира, така че да е достъпен за морските плавателни съдове.

## Галерия
- Изглед от притока Си.
- Изглед към Джухай от устието на реката.
- Нощен изглед от реката при Гуанджоу.
- Салове за развъждане на перли, в устието на Перлената река при Джухай.